# 아슈라프 가니
모하마드 아슈라프 가니 아흐마드자이(파슈토어: محمد اشرف غني احمدزی)는 아프가니스탄의 정치인으로 아프가니스탄 이슬람 공화국 체제의 마지막 대통령이었다. 2014년 대선에서 압둘라 압둘라를 누르고 당선되었으며 2019년 대선에서도 압둘라 압둘라를 누르고 재선되었다.
2021년 8월 15일 탈레반이 아프가니스탄의 수도인 카불로 진입하면서, 가니는 유혈사태를 막기 위한 것이라고 밝히며 국외 타지키스탄으로 망명하였다.

## 역대 선거 결과
| 선거명      | 직책명              | 대수 | 정당   | 1차 득표율 | 1차 득표수  | 2차 득표율 | 2차 득표수  | 결과 | 당락                     |
| ----------- | ------------------- | ---- | ------ | ---------- | ----------- | ---------- | ----------- | ---- | ------------------------ |
| 2009년 선거 | 아프가니스탄 대통령 | 1대  | 무소속 | 2.94%      | 135,106표   |            |             | 4위  | 낙선                     |
| 2014년 선거 | 아프가니스탄 대통령 | 2대  | 무소속 | 31.56%     | 2,084,547표 | 55.27%     | 3,935,567표 | 1위  | 아프가니스탄 대통령 당선 |
| 2019년 선거 | 아프가니스탄 대통령 | 2대  | 무소속 | 50.64%     | 923,592표   |            |             | 1위  | 아프가니스탄 대통령 당선 |

## 같이 보기
- 카불 함락